# 오토 니콜라이

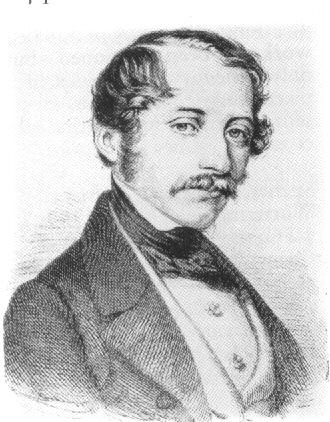
오토 니콜라이

카를 오토 에렌프리트 니콜라이(독일어: Carl Otto Ehrenfried Nicolai, 1810년 6월 9일~1849년 5월 11일)는 독일의 작곡가이자 지휘자, 빈 필하모닉 오케스트라의 설립자이다. 처음에는 로마의 프로이센 공사관에서 오르간 주자로 일하였고, 이어서 1837년에 빈의 켈른트나토어 극장의 악장이 되었다. 그간 나폴리로 도니체티를 방문하고, 극음악에 대한 관심을 크게 높였다. 그 성과는 1838년 이후 로마에서의 많은 이탈리아어 오페라 작품으로 되어서 나타났다. 1841년에는 빈 궁정극장의 수석악장이 되었다. 현재의 빈 필하모니를 그가 창립한 것은 이 무렵이다. 1847년에는 베를린 궁정가극장의 악장이 되었는데, 윌리엄 셰익스피어의 희곡을 원작으로 한 그의 대표작 《윈저의 유쾌한 아낙네들》(1849)은 이 시기에 완성하였다. 이 오페라는 익살 있는 제재(題材)와 친근한 멜로디로 지금도 자주 상연되지만 니콜라이 자신은 이 초연(1849) 2개월 후 졸도로 사망하였다.

## 주요 작품
- 오페라 《추방된 자의 귀향》 (1841년)
- 오페라 《윈저의 줄거운 아낙네들》(1849년)
- 테 데움(1832년)
- 교향곡 1번 다단조(1831년)
- 교향곡 2번 라장조(1835년; 45년에 개정)
- 트럼펫 소협주곡 내림 마장조(1835년)